# سرخون (اردل)
سرخون مرکز بخش میانکوه در شهرستان اردل از توابع استان چهارمحال و بختیاری است. این شهر از ادغام سه روستای سرخون علیا، سرخون سفلی و سرخون قیصری تشکیل شده‌است.

## مردم
مردم این شهر لُرتبار از ایل بختیاری هستند و از دو طایفه بزرگ (اولاد حاجعلی و هلیسادی) می باشند که به زبان لُری بختیاری سخن می گویند

## آلودگی نفتی
جمعیت منطقه میانکوه در حدود ۱۵ هزار نفر است. با آلوده شدن چشمه آشامیدنی سرخون به نفت، بیشتر جوانان منطقه مجبور به مهاجرت شدند. چشمه سرخون به طول ۲۰ کیلومتر از کوه‌های این منطقه سرچشمه می‌گیرد و در مسیر خود اب شرب بیش از ۲۰ روستا و یک شهر را تأمین می‌کرد و علاوه بر آب شرب عامل اشتغال زایی در بخش‌های باغداری و کشاورزی و شیلات بود، بیش از ۳۰ شیلات در مسیر رودخانه قرار داشت همچنین چندین هزار هکتار مزارع برنج و طرح‌های باغداری موجود بود که با آلوده شدن به نفت تمام این بخش‌ها تعطیل و مهاجرت‌ها به شهرها آغاز گردید.

## گردشگری
- (تنگ گندمکار)، یکی از جاذبه‌های طبیعی منطقه است.
- بردگوریهای قدیمی زیادی بخصوص در کوه سرخون وجود دارد.
- جاده تاریخی دزپارت (ایل راه) از روستای گندمکار گذر می‌کند و پس از گذشتن از روستای شلیل، وارد استان خوزستان می‌شود.
- حاشیه چشمه سرخون، استراحتگاه حاشیه جاده خوزستان.
- امام زاده سید شهید محمد است، ایشان از نوادگان امام موسی کاظم است.